# Résolution 761 du Conseil de sécurité des Nations unies
Membres permanents
- Chine
- États-Unis
- France
- Royaume-Uni
- Russie

Membres non permanents
- Autriche
- Belgique
- Cap-Vert
- Équateur
- Hongrie
- Inde
- Japon
- Maroc
- Venezuela
- Zimbabwe

Résolution no 760 Résolution no 762
La résolution 761 du Conseil de sécurité des Nations unies, adoptée à l'unanimité le 29 juin 1992, après avoir réaffirmé les résolutions 713 (1991), 721 (1991), 724 (1991), 727 (1992), 740 (1992), 743 (1992), 749 (1992), 752 (1992), 757 (1992), 758 (1992) et 760 (1992), a autorisé le Secrétaire général à déployer immédiatement des éléments supplémentaires de la Force de protection des Nations unies (FORPRONU) en Croatie et en Bosnie-Herzégovine pendant les Guerres de Yougoslavie.
Le Conseil de sécurité a autorisé le déploiement pour assurer la sécurité et le fonctionnement de l'aéroport international de Sarajevo afin de faciliter l'acheminement de l'aide humanitaire, appelant toutes les parties à coopérer avec la Force pour la réouverture de l'aéroport. Il a également appelé les parties à respecter le cessez-le-feu et à coopérer avec la Force, les organisations internationales et les États membres pour fournir de l'aide.
La résolution 761 augmentait la force à Sarajevo à un bataillon d'infanterie, tandis que la résolution 764 la porterait à deux bataillons. La Force protégerait l'aéroport depuis que celui-ci, ainsi que la capitale, ont été attaqués par les Serbes de Bosnie le 5 juin 1992. 

## Voir également
- Dislocation de la Yougoslavie
- Guerre de Bosnie-Herzégovine
- Guerre de Croatie
- Guerre de Slovénie
- Guerres de Yougoslavie